# Gambalone
Il Gambalone, detto anche Gambalone vivo, è un canale (o cavo) che scorre nella Bassa parmense, affluente di sinistra del torrente Enza in cui sfocia poco a valle di Sorbolo. Esso ha origine nei pressi della località di San Prospero Parmense, frazione del Comune di Parma sulla via Emilia, da dove prosegue il suo corso, avente una lunghezza complessiva circa pari a 10,3 km, in direzione nord-est. Il canale ha oggi principalmente finalità di irrigazione e di drenaggio dei fondi agricoli rivieraschi, tuttavia in passato le sue acque sono state utilizzate, fino a tutta la prima metà del XX secolo, anche per il funzionamento di alcuni storici mulini sorbolesi (mulino Mazzoli, risalente al XVII secolo e mulino Soncini); per questo motivo il Gambalone era un tempo noto anche come "Canale macinatore".

## Corso a Sorbolo
Il Gambalone entra a Sorbolo costeggiando via Venezia dove, poco oltre l'inizio del paese, esso è intubato e ricoperto. L'intubazione del canale nel suo tratto urbano è avvenuta in più fasi successive nel corso del XX secolo. Superata la ferrovia Parma-Suzzara, esso prosegue il suo corso sotterraneo in via Gramsci fino a piazza Libertà, all'altezza della quale riceve le acque del Gambalone morto. Nell'ultimo tratto scorre al di sotto di via Giovanni XXIII e infine, sempre intubato e coperto, sfocia nell'Enza in prossimità del cimitero.